# Petra Bryant
Petra Bryant, vlastním jménem Petra Štefanidesová (* Rychnov nad Kněžnou) je anglická herečka, spisovatelka a scenáristka českého původu. Je známá z losangeleské komedie For the Love of George. Je autorkou románu a stejnojmenného televizního seriálu "Girl on a Rocking Horse".
Od roku 1999 žije trvale v Londýně a střídavě hraje v Anglii a USA.

## Život
Vyrůstala s rodiči a třemi sourozenci v Doudlebech nad Orlicí, kde navštěvovala základní školu, poté navštěvovala Gymnázium F. M. Pelcla v Rychnově nad Kněžnou.
Po skončení studia na gymnáziu se odstěhovala do Londýna aby si splnila svůj sen stát se herečkou. Vystřídala několik zaměstnání, která měla vliv na její kariéru, pracovala jako au-pair, prodejce ve firmě Agent Provocateur, průzkumník trhu pro farmaceutický průmysl, dog walker, modelka a bloggerka.
Jednou z prvních hereckých zkušeností byla menší role v televizním seriálu stanice BBC 3 Snuff Box, kde hrála po boku Richarda Fulchera a Matta Berryho.
Od té doby Petra hrála v několika mezinárodních titulech jako jsou My Guardian Angel (2016), Abduct (2016) komedii, odehrávající se v Los Angeles For the Love of George.
V souvislosti s komedií For the Love of George se v říjnu roku 2017 objevila na obálce časopisu Steppin Out Magazine.
Petra Bryant je též autorkou debutové novely Girl on a Rocking Horse a napsala a režírovala stejnojmenný pilotní díl v televizi.

## Herectví

### Filmy
- White Collar Hooligan 3 (2014)
- The Disappearance of Lenka Wood (2014)
- Sonja's World-Inside Out (2015)
- The Spiritualist (2016)
- My Guardian Angel (2016)
- Abduct (2016)
- Nightmare on 34th Street (2017)
- For the Love of George (2018)
- Heretiks (2018)
- Modern Love (2018)

### TV seriály
- Snuff Box (2006)